# Catachlorops auripilis
Catachlorops auripilis är en tvåvingeart som först beskrevs av Philip 1960.  Catachlorops auripilis ingår i släktet Catachlorops och familjen bromsar. Inga underarter finns listade i Catalogue of Life.